# Psednos balushkini
Psednos balushkini är en fiskart som beskrevs av Stein, Chernova och Anatoly Petrovich Andriashev 2001. Psednos balushkini ingår i släktet Psednos och familjen Liparidae. Inga underarter finns listade i Catalogue of Life.